# Бенгардавичюс, Владас Ионович
Владас Ионович Бенгардавичюс — советский литовский хозяйственный деятель, Герой Социалистического Труда.

## Биография
Родился в 1909 году в Линковасе. Член КПСС с 1958 года.
Участник Великой Отечественной войны
В 1950—1972 — председатель колхоза «Большевикас» Каунасского района Литовской ССР.
Указом Президиума Верховного Совета СССР от 5 апреля 1958 года присвоено звание Героя Социалистического Труда с вручением ордена Ленина и золотой медали «Серп и Молот».
Заслуженный работник сельского хозяйства Литовской ССР (1965).
Умер в 1972 году в Каунасе.

## Награды и звания
- Герой Социалистического Труда (05.04.1958)
- Орден Ленина (05.04.1958, 22.03.1966)